# Volkswagen ID. Buzz
La Volkswagen ID. Buzz è un minivan elettrico prodotto dalla casa automobilistica tedesca Volkswagen a partire dagli inizi di giugno 2022.
Rappresenta la sesta vettura della famiglia di automobili esclusivamente elettriche del marchio tedesco, nota con il marchio ID e basata sulla piattaforma modulare MEB.

## Presentazione

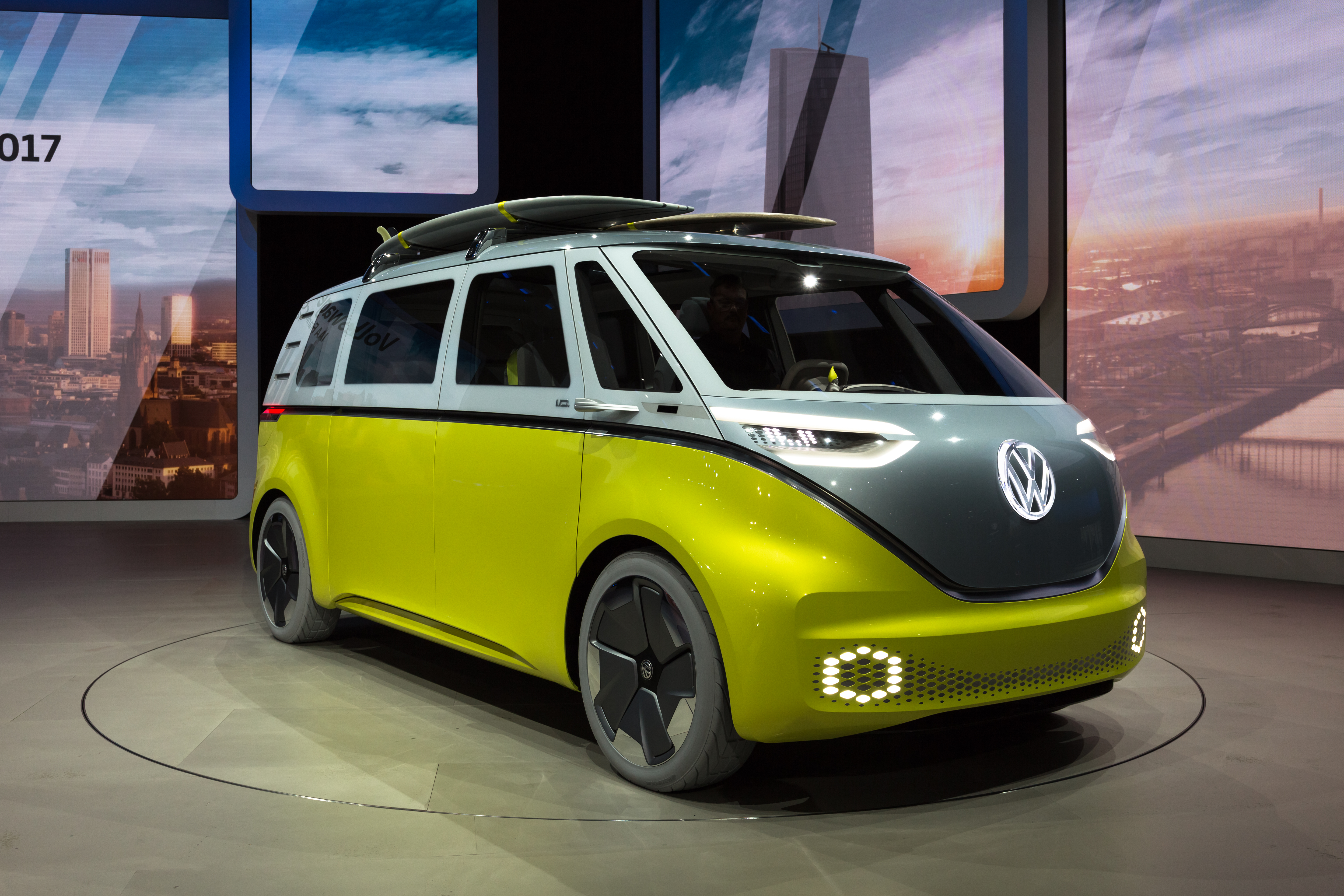
Concept dell'ID. Buzz al salone di Francoforte 2017

Un prototipo dell'ID. Buzz ha debuttato per la prima volta nel 2017 durante il North American International Auto Show.
La versione definitiva è stata mostrata ufficialmente al pubblico il 9 marzo 2022 mentre la produzione è stata avviata nel mese di giugno seguente. Il minivan è uno dei nove nuovi modelli a marchio Volkswagen sviluppati sul pianale modulare MEB.

## Design e contesto

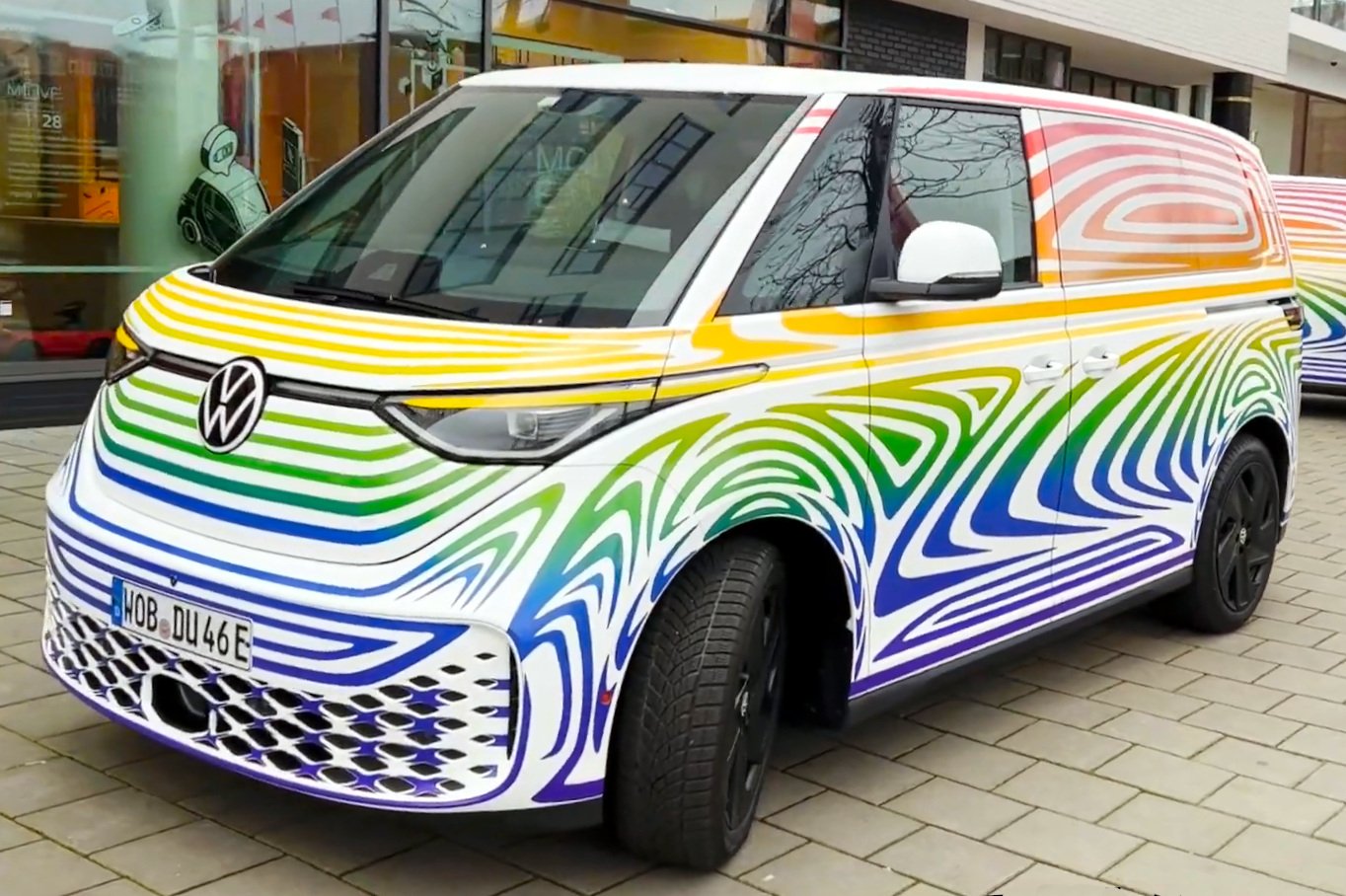
Un esemplare di pre-produzione dell'ID. Buzz camuffato durante i test su strada

La linea dell'ID. Buzz riprende, seppur in chiave moderna, quella dell'originale T1 commercializzato tra gli anni cinquanta e sessanta. Sul frontale spicca prominente il logo della casa, disponibile anche in versione bicolore come optional.
La versione passeggeri SWB/RWD è dotata di cinque posti; dietro il sedile a panchina posteriore, ci sono 1121 litri di area di carico. Ogni fila ha due posti per una capacità totale di sei; sul modello a passo lungo (LWB), invece, la fila centrale ne ospita tre, arrivando a una capacità totale di sette posti. Le superfici dei sedili utilizzano plastica riciclata e non sono disponibili rivestimenti in pelle.

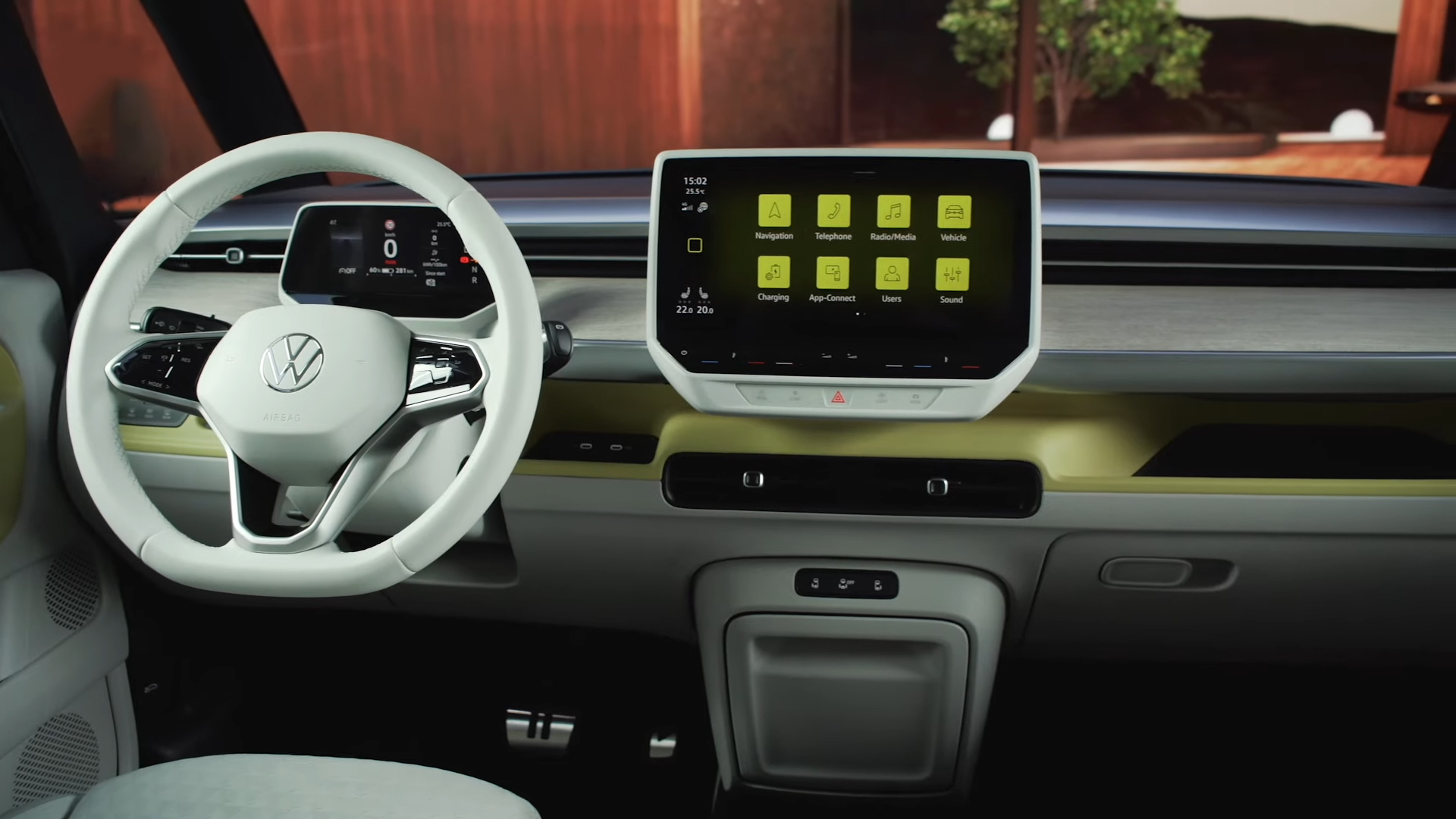
Interni

La strumentazione principale del veicolo è formata da un display da 5,3 pollici posizionato sopra il volante, mentre l'infotainment e i controlli del clima sono raggruppati su un secondo schermo posizionato centralmente sulla console centrale; quest'ultimo di base ha una dimensione di 10 pollici, ma è disponibile come optional anche quello da 12 pollici. Il veicolo è dotato di un massimo di otto porte USB.

## Motorizzazioni
La versione a passo corto (SWB) è dotata di motore APP 310 sull'asse posteriore con una potenza di 150 kW (201 CV) e 310 N·m. La versione SWB/RWD ha una batteria da 81 kWh, di cui 77 kWh utilizzabili e autonomia stimata di circa 400–480 km. Il veicolo può accettare una potenza di ricarca fino a 11 kW utilizzando una fonte di energia a corrente alternata o 170 kW presso una stazione di ricarica rapida a corrente continua; tramite quest'ultima, la batteria da 77/81 kWh si carica dal 5% all'80% in 30 minuti.

## Versioni

### ID. Buzz a passo lungo
Sono disponibili, a partire dalla fine dell'estate 2024 l'ID.Buzz a passo lungo con, una batteria da 86 kWh, potenza motrice fino a 250 kW e trazione integrale. Entrambi aggiungono più funzionalità al Bulli elettrico visto che la versione a passo lungo offre ora un'autonomia di quasi 500 km grazie alla batteria ancora più grande.

### ID. Buzz GTX

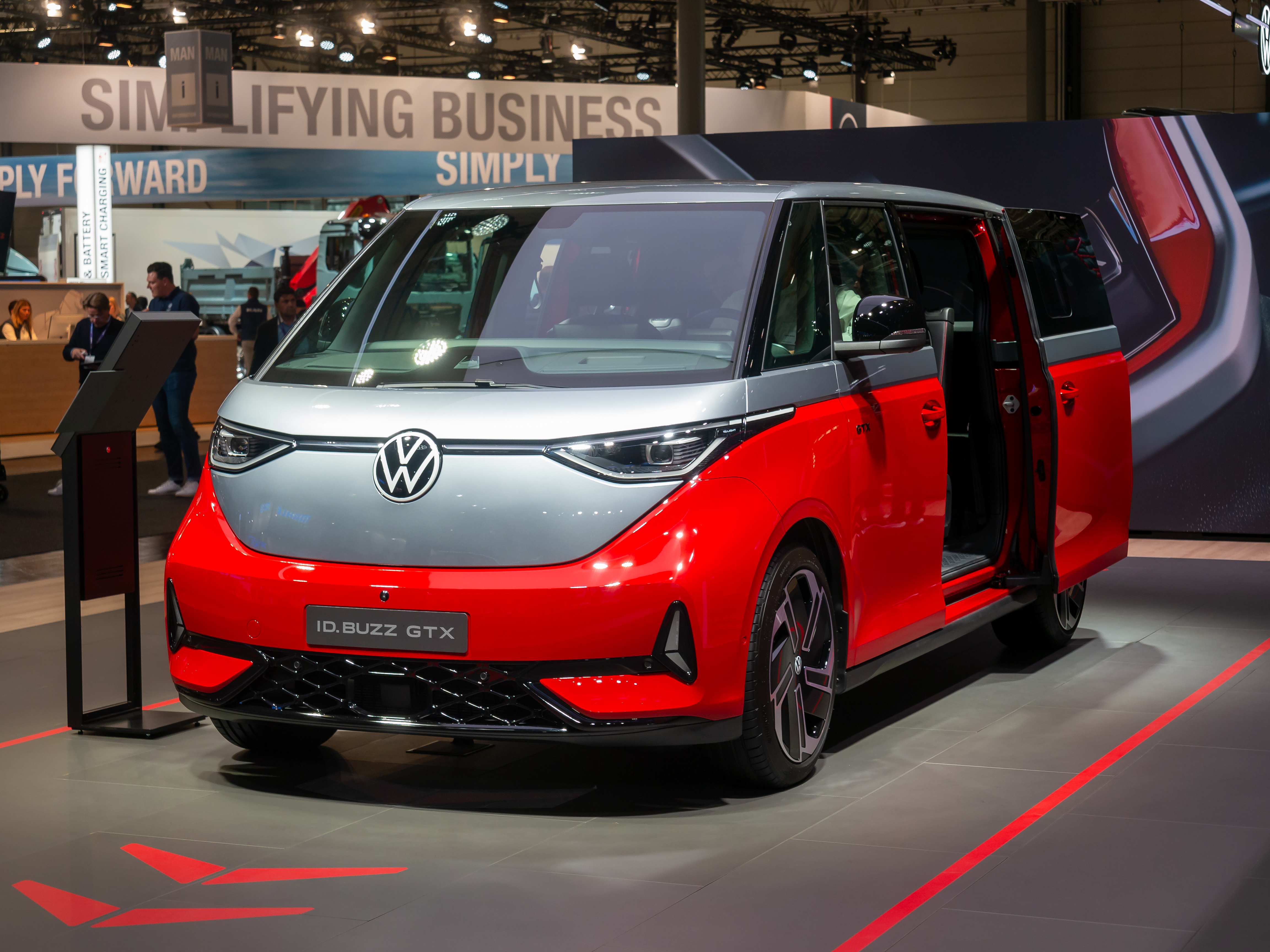
La versione GTX, a passo lungo

Dopo l’ID. Buzz a passo lungo, ora è la volta del nuovo ID. Buzz GTX con una potenza di 250 kW (340 CV). L’ID. Buzz GTX è dotato di un motore elettrico sull’asse anteriore e uno sull’asse posteriore che, insieme, realizzano la trazione integrale 4MOTION. L’ID. Buzz GTX è stato lanciato sul mercato in due versioni: una a passo corto con batteria di nuova introduzione da 79 kWh (capacità energetica lorda: 84 kWh) e una a passo lungo con apposita batteria, anch’essa nuova, da 86 kWh (capacità lorda: 91 kWh). Entrambi i modelli GTX sono estremamente agili e, stando alle stime, accelerano da 0 a 100 km/h in circa 6,5 secondi. Un ulteriore vantaggio dei nuovi modelli di ID. Buzz GTX è dato dall’eccellente capacità di traino reso possibile dalla trazione integrale elettrica. Il lancio sul mercato italiano di entrambi gli ID. Buzz GTX ha avuto luogo nella seconda metà dell’anno.

### ID.Buzz Cargo

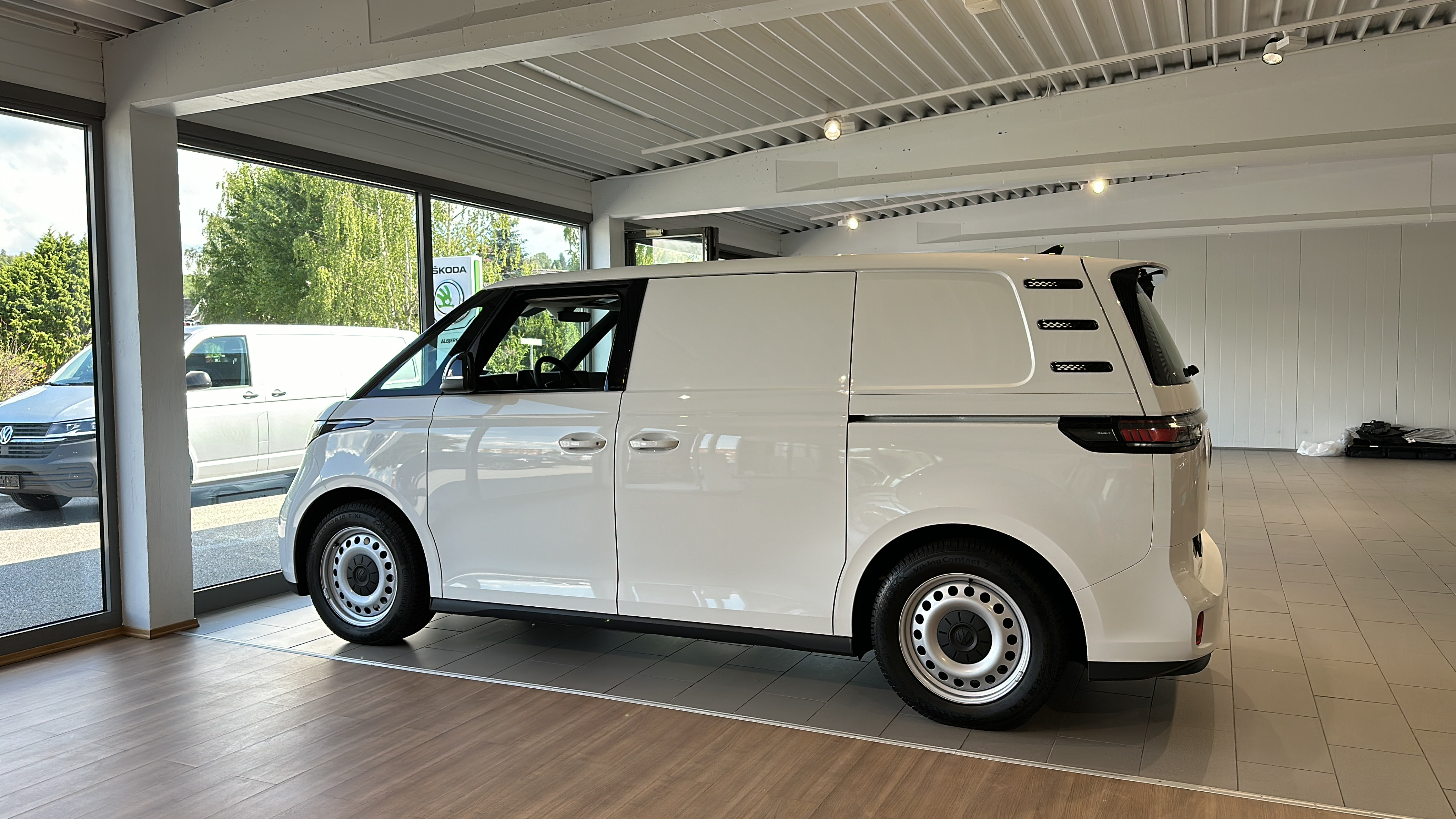
Un'ID. Buzz Cargo nella versione più economica

Il Volkswagen ID. Buzz Cargo è un veicolo commerciale leggero completamente elettrico, ispirato al design del classico Bulli, ma con tecnologia moderna e funzionalità avanzate. Offre un'autonomia di circa 420 km, una capacità di carico di 3,9 metri cubi e la possibilità di trasportare due europallet trasversalmente. È dotato di numerose tecnologie di assistenza alla guida e di un sistema di infotainment connesso, con aggiornamenti over-the-air. Il veicolo è progettato per essere versatile, maneggevole in città grazie al suo ridotto raggio di sterzata (11,09 metri) e adatto anche per carichi pesanti grazie alla capacità di traino di 1.000 kg. 

## Riconoscimenti
- International Van of the Year 2023[6]